# StrataFlash

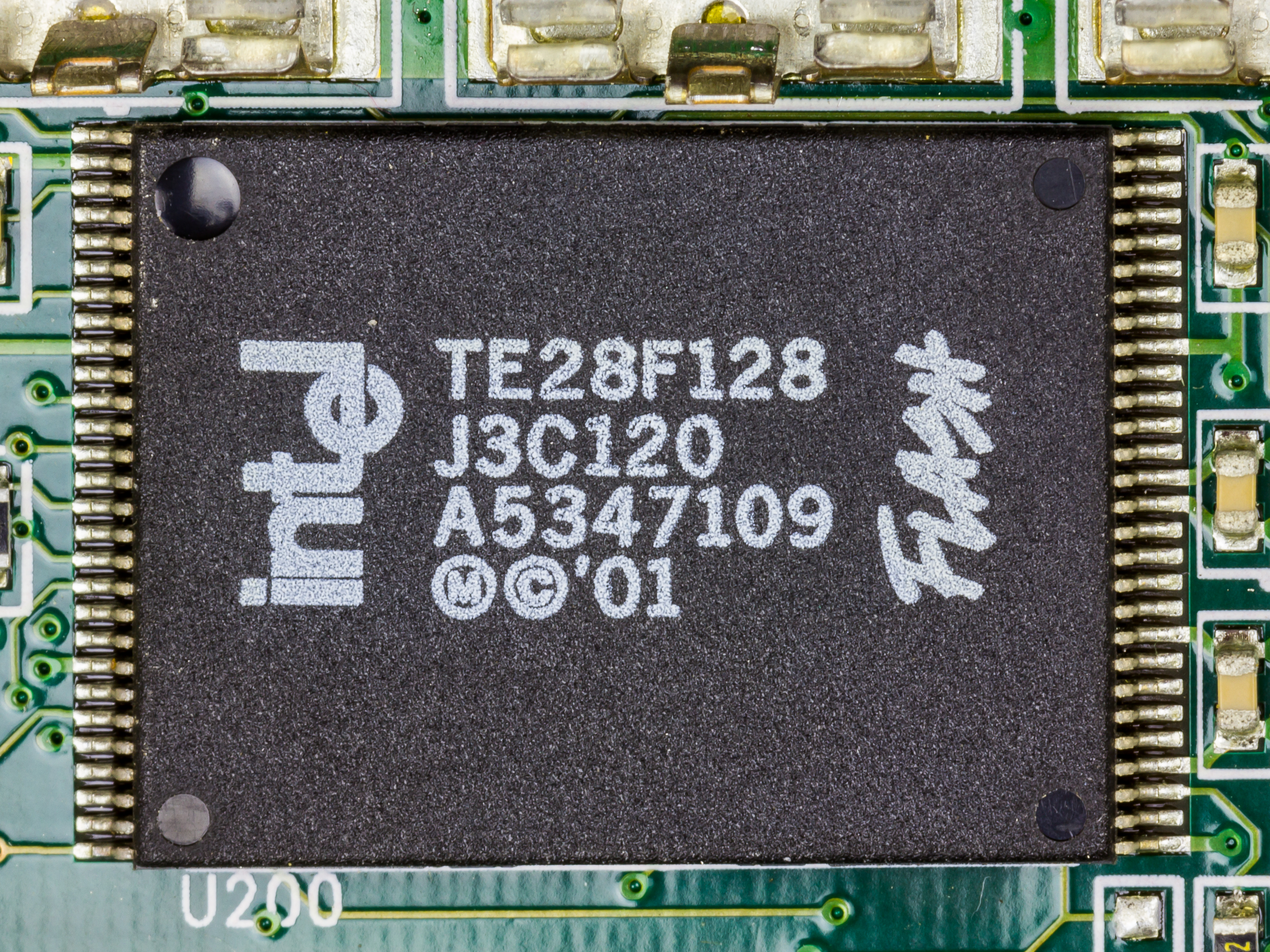
Intel TE28F128J3C-120

StrataFlash es una tecnología de memoria flash de tipo NOR desarrollada por Intel empleando su tecnología de 0,13 micrones de proceso. Ha sido creada para las soluciones móviles. Se opera con 1,8 o 3 Voltios. Está disponible en paquetes de 8 Mbit, 16 Mbit  y 32 Mbit. Si los componentes individuales se combinan con microprocesadores Intel XScale, estos son capaces de direccionar directamente hasta 128 Mbits.
Almacena dos o más bits de información por celda en lugar de uno solo, en una arquitectura llamada Multi-Level Cell (MLC). Esto se logra mediante el almacenamiento de los niveles intermedios de tensión en lugar de utilizar solo los dos niveles ("0" = "descargado" y "1" = "cargado") de la memoria binaria tradicional. La tecnología StrataFlash evolucionó a partir de los productos Intel Etox de memoria flash. Dos bits por celda se consiguen con cuatro niveles de voltaje, mientras que tres bits por celda se puede lograr con ocho niveles.
La investigación de esta tecnología comenzó en 1992 y los primeros productos comerciales fueron lanzados en 1997. Futuros desarrollos permiten mayores velocidades de lectura, ofreciendo el modo de ráfaga sincrónica y el modo de página asincrónica en las operaciones de lectura. 
A finales de marzo de 2008 Intel transfirió la mayor parte de la producción de memoria flash a una empresa conjunta con STMicroelectronics aus. La nueva compañía fue nombrada Numonyx (disponible en Wikipedia en inglés).